# La Sieste (Millet)
La Sieste ou La Méridienne est un tableau de Jean-François Millet, réalisé en 1866. Il est conservé au musée des Beaux-Arts de Boston (États-Unis).

## Histoire
Installé dans le petit village au sud de Fontainebleau, le peintre a élevé le travail des agriculteurs de Barbizon dans son tableau, à l'instar d'autres œuvres telles que L'Angélus.
Le tableau est exposé au musée des beaux-arts de Boston

## Description
Au premier plan, un paysan est endormi, les yeux protégés du soleil par un chapeau et les bras croisés derrière la tête. À côté de lui, une paysanne est également endormie sur le côté droit ; son visage repose au creux des bras, allongée sur le côté. Un paysage de campagne est visible en arrière-plan avec des meules de foin, une charrette et des bœufs non attelés.

## Analyse
Une esquisse au fusain de ce tableau est conservée par le musée d'Orsay à Paris et elle représente uniquement le paysan et la paysanne. Suivant une pratique fréquente chez l'auteur du tableau, l’étude a été réutilisée pour d’autres œuvres, dont celle-ci, achevée en 1866. Dans ce tableau, Millet parvient à donner l’image d’un homme simple, baigné dans le réconfort du sommeil, mais protégé du soleil, sur cette terre qui est le fruit de son travail.

## Postérité
Le tableau La Méridienne du peintre néerlandais de Vincent van Gogh, réalisé en 1899, est inspiré du tableau de J.-F. Millet.